# 岡田さつき
岡田さつき（おかだ さつき、1968年5月30日 - ）は、日本の女優。東京都出身。血液型AB型。

## 来歴・人物
明治大学付属中野八王子高等学校卒業。
1991年、演劇集団キャラメルボックスに入団。以後、主に舞台女優として活躍し、多くの主演をつとめている。
ニックネームは「ももこ」。
2012年9月23日『広くてすてきな宇宙じゃないか』サイゴウ役(Riverキャスト)で通算2500ステージとなった。

## 出演

### ラジオドラマ
- FMシアター（NHK-FM)
  - 2233歳(2013年）
- River Side Cafe#4(2013年、TFM系) - 澤登恵美役
- 青春アドベンチャー（NHK-FM）
  - 旅猫リポート(2014年）
  - 「山のスケッチブック」（2025年6月30日 - 2025年7月4日）
    - 第1回『やまびこがかり』（2025年6月30日）[2] - 母・エリコ 役
    - 第4回『今夜が山田』（2025年7月3日）[3] - ヤマトの母 役

### 舞台

#### 演劇集団キャラメルボックス
太字は主演作品
- 『ナツヤスミ語辞典』（1991年、アゲハ／アゲハの母） - デビュー作品
- 『ディアーフレンズ，ジェットルハーツ』（1994年、ナツメ）
- 『ブリザードミュージック』（1994年、ますよ）
- 『TWO』(1996年、マリ）
- 『シアターエクスプレス96"やまびこ67号、応答せよ！"』(1996年、今村みさ)
- 『風を継ぐ者』(1996年、2001年、つぐみ)
- 『不思議なクリスマスのつくりかた』(1996年、ルーシー)
- 『あなたが地球にいた頃』(1997年、青木可南子)
- 『嵐になるまで待って』（1997年、ユーリ）
- 『サンタクロースが歌ってくれた』(1997年、ゆきみ)
- 『TRUTH』(1999年、初音/2005年、ふじ)
- 『キャンドルは燃えているか』（1999年、礼子）
- 『カレッジ・オブ・ザ・ウィンド』(2000年、あやめ)
- 『ミスター・ムーンライト〈月光旅人〉』(2001年、都）
- 『銀河旋律』（2002年、ヨシノ（ダブルキャスト））
- 『我が名は虹』（2004年、えん）
- 『ブラック・フラッグ・ブルーズ』(2004年、マリナ）
- 『ミス・ダンテライオン』（2006年、2010年、鈴谷樹理）
- 『雨と夢のあとに』（2006年・2013年、マリア）
- 『サボテンの花』（2007年、喜多見先生）
- 『水平線の歩き方』（2008年・2011年・2015年、アサミ）
- 『サンタクロースが歌ってくれた』（2010年、ミツ）
- 『夏への扉』（2011年、ベル・ダーキン 他）
- 『流星ワゴン』（2011年、橋本仁恵）
- 『無伴奏ソナタ』(2012年・2014年・2018年、ジャニス/ブライアン)
- 『キャロリング』（2012年、坂本冬美）
- 『ナミヤ雑貨店の奇蹟』(2013年、松岡加奈子/波矢頼子/武藤晴美)
- 『ケンジ先生』(2013年、チエコ) - 山猫キャスト
- 『ヒトミ』(2014年、あつこ)
- 『時をかける少女』(2015年、竹原良子)
- 『君をおくる』(2015年、母親)
- 『きみがいた時間ぼくのいく時間』(2016年、若月まゆみ)
- 『フォーゲット・ミー・ノット』(2016年、若月まゆみ)
- 『彼は波の音がする』(2016年上演予定)
- 『彼女は雨の音がする』(2016年、湯浅洋恵)
- 『スロウハイツの神様』(2017年・2019年、芹沢光/山本虹絵/赤羽永久子/司書）
- 『ながれぼしのきもち』(2018年、上ノ原千夏)
- 『ナツヤスミ語辞典』(2019年、ムロマチ)
- 『トルネイド 北条雷太の終わらない旅』（2025年）[4]

#### 他公演情報
- 『つばき、時跳び』（2010年8月、明治座八月公演）
- 『旅猫リポート』（2013年、スカイロケット） - 和子（サトル母） / ヨシミネ祖母 / モモ役
- 『『LOVE』〜あなたに逢いたい〜』（2013年）
- 『容疑者Xの献身』（2021年） - 米沢小代子
- 『仮面山荘殺人事件』（2023年）[5]
- 『祈りの幕が下りる時』（2025年）[6]

## 参考
1. ↑  “2012年『広くてすてきな宇宙じゃないか』タイムスケジュール”.  演劇集団キャラメルボックス. 2012年9月22日閲覧。
2. ↑  “「山のスケッチブック」 (1)”. NHK. 青春アドベンチャー.   日本放送協会. 2025年7月1日閲覧。
3. ↑  “「山のスケッチブック」 (4)”. NHK. 青春アドベンチャー.   日本放送協会. 2025年7月4日閲覧。
4. ↑  “40周年のキャラメルボックスが記念公演、成井豊「人が人を想う気持ちを客席で見届けて」”. ステージナタリー.   ナターシャ (2025年6月10日). 2025年6月10日閲覧。
5. ↑  “東野ワールドを一緒に、「仮面山荘殺人事件」溝口琢矢・清水由紀・畑中智行らで上演”. ステージナタリー (ナターシャ). (2023年7月22日) 2023年7月22日閲覧。
6. ↑  “東野圭吾シアターが始動、舞台「祈りの幕が下りる時」で小西詠斗・多田直人がW主演”. ステージナタリー.   ナターシャ (2025年2月26日). 2025年2月26日閲覧。